# Comuna Eksjö
Eksjö (Eksjö kommun) este o comună din comitatul Jönköpings län, Suedia, cu o populație de 16.464 locuitori (2013).

## Geografie

### Zone urbane
Lista celor mai mari zone urbane din comună (anul 2015) conform Biroului Central de Statistică al Suediei:
| Nr | Zona urbană  | Pop.   |
| -- | ------------ | ------ |
| 1  | Eksjö        | 10.157 |
| 2  | Mariannelund | 1.503  |
| 3  | Ingatorp     | 466    |
| 4  | Hult         | 459    |
| 5  | Hjältevad    | 349    |
| 6  | Bruzaholm    | 237    |

## Demografie
| \| Evoluția demografică în comuna Eksjö, 1970–2015 \| Evoluția demografică în comuna Eksjö, 1970–2015 \| Evoluția demografică în comuna Eksjö, 1970–2015 \| Evoluția demografică în comuna Eksjö, 1970–2015 \| Evoluția demografică în comuna Eksjö, 1970–2015 \| \| ----------------------------------------------------------------------------------------------------- \| ----------------------------------------------- \| ----------------------------------------------- \| ----------------------------------------------- \| ----------------------------------------------- \| \| An \| \| \| Locuitori \| \| \| 1970 \| 1970 \| \| 18203 \| 18203 \| \| 1975 \| 1975 \| \| 18227 \| 18227 \| \| 1980 \| 1980 \| \| 18072 \| 18072 \| \| 1985 \| 1985 \| \| 17894 \| 17894 \| \| 1990 \| 1990 \| \| 18124 \| 18124 \| \| 1995 \| 1995 \| \| 17890 \| 17890 \| \| 2000 \| 2000 \| \| 16868 \| 16868 \| \| 2005 \| 2005 \| \| 16575 \| 16575 \| \| 2010 \| 2010 \| \| 16244 \| 16244 \| \| 2015 \| 2015 \| \| 16790 \| 16790 \| \| Sursa: SCB - Statistika Centralbyrån, Folkmängd efter region, civilstånd, ålder och kön. År 1968–2016 \| \| \| \| \| |      |  |           |       |
| Evoluția demografică în comuna Eksjö, 1970–2015 |      |  |           |       |
| An |      |  | Locuitori |       |
| 1970 | 1970 |  | 18203     | 18203 |
| 1975 | 1975 |  | 18227     | 18227 |
| 1980 | 1980 |  | 18072     | 18072 |
| 1985 | 1985 |  | 17894     | 17894 |
| 1990 | 1990 |  | 18124     | 18124 |
| 1995 | 1995 |  | 17890     | 17890 |
| 2000 | 2000 |  | 16868     | 16868 |
| 2005 | 2005 |  | 16575     | 16575 |
| 2010 | 2010 |  | 16244     | 16244 |
| 2015 | 2015 |  | 16790     | 16790 |
| Sursa: SCB - Statistika Centralbyrån, Folkmängd efter region, civilstånd, ålder och kön. År 1968–2016 |      |  |           |       |